# Micah Brown
Micah Brown (Staten Island, 12 giugno 1986) è un ex giocatore di football americano statunitense, che ha giocato come quarterback.
Dopo aver giocato per due diverse squadre universitarie (negli Stati Uniti e in Canada), si trasferisce nel 2008 ai Wernigerode Mountain Tigers; l'anno successivo tenta l'accesso alla CFL con gli Hamilton Tiger-Cats, ma non avendo avuto successo torna in Europa agli svizzeri Basel Meanmachine. Passa nel 2012 agli West Texas Roughnecks e l'anno successivo attraversa di nuovo l'Atlantico e va a far parte per due stagioni dei tedeschi Marburg Mercenaries; nel 2015 gioca quindi per i polacchi Seahawks Gdynia e per i finlandesi Helsinki Roosters (con i quali rimane anche la stagione successiva) e nel 2017 si trasferisce agli italiani Lazio Marines. Nel 2018 apre una scuola di football americano in Canada e ne guida la squadra (Halifax Harbour Hawks).

## Palmarès
- 1 Mondiale (2011)
- 2 Vaahteramalja (Helsinki Roosters, 2015, 2016)
- 1 Superfinał (Seahawks Gdynia, 2015)